# Andrònic I Comnè

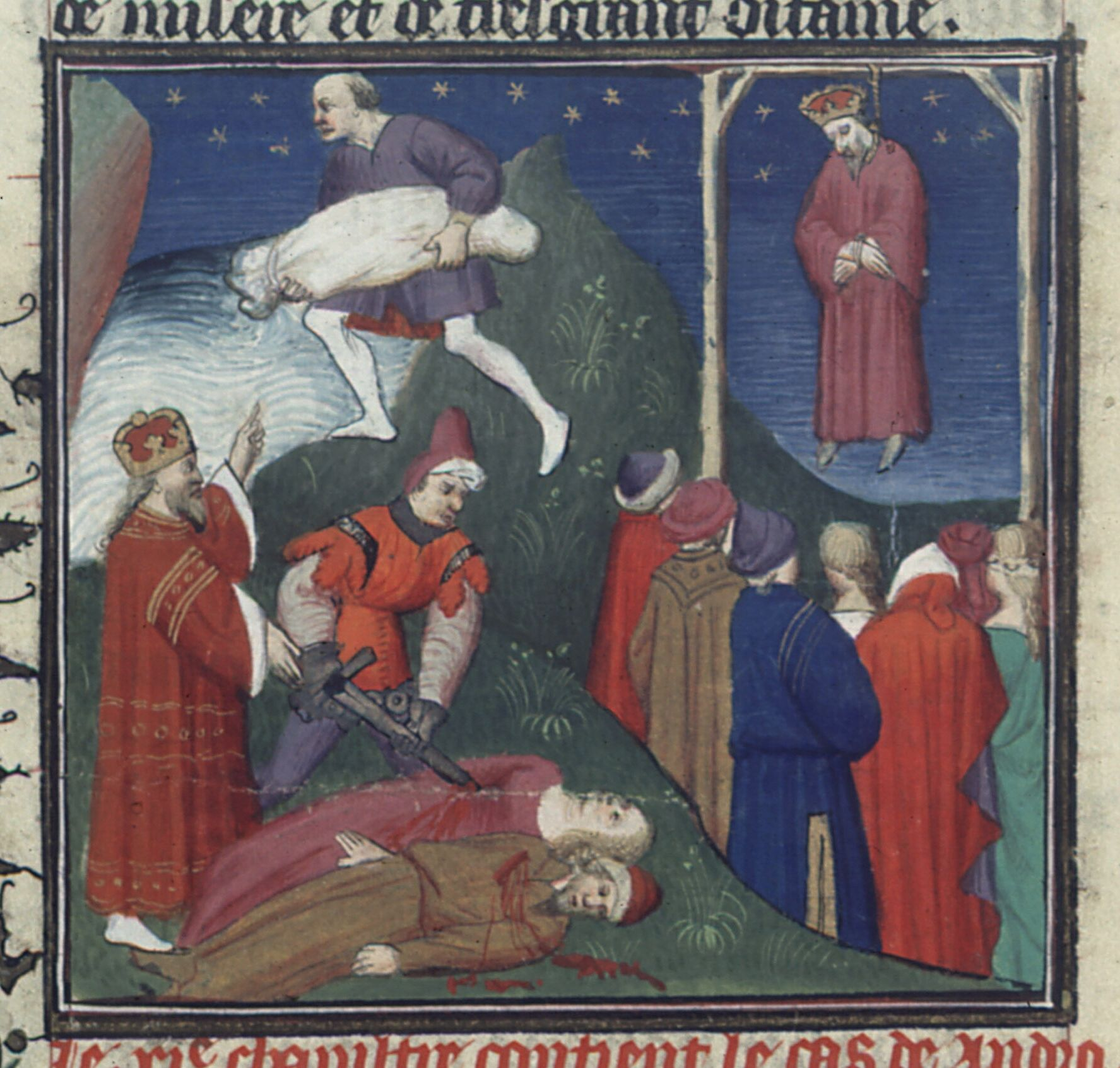
Pintura del que il·lustra l'arribada al poder d'Andrònic I Comnè: Renyer i la seva esposa Maria Comnena, morts al terra, el jove Aleix II llançat a la mar i el protosebast penjat.

Andrònic I Comnè (en grec: Ἀνδρονίκος Κομνηνός, en llatí: Andronicus I Comnenus) (vers 1118-1185) fou emperador romà d'Orient del 1183 al 1185.
Era fill d'Isaac Comnè (net d'Isaac I Comnè) i des de molt jove va mostrar una gran energia i una gran capacitat mental. Va rebre una acurada educació i es va destacar per la seva eloqüència. Era molt atractiu i diverses princeses foren les seves concubines. Va aprofitar la feblesa de la regència d'Aleix II Comnè i el descontentament dels mercaders per a aconseguir el nomenament d'emperador. Tanmateix no va tenir el suport de la noblesa, que va conspirar contra ell. Fou enderrocat per l'acusació injustificada sobre Isaac Àngel, que es va veure forçat a substituir-lo per salvar la seva vida.

## Joventut
Es creu que va néixer vers l'any 1118, ja que va ser company en l'exèrcit del seu cosí Manuel, amb qui tenia una relació d'amistat. L'entorn familiar en què va créixer va ser una mica especial: el seu pare va ser acusat de conspirar contra el seu germà, l'emperador Joan II, i es va haver d'exiliar a la cort danixmendita l'any 1130; el germà gran d'Andrònic, anomenat Joan, va desertar de l'exèrcit quan estaven en campanya militar a Anatòlia i es va convertir a l'islam el 1137; i la seva germana va esdevenir concubina de Manuel.
El 1141, anant de cacera, fou fet presoner pels seljúcides i va restar en les seves mans un any. Quan es va pagar el rescat, Andrònic va tornar a Constantinoble. El 1143, el seu cosí Manuel va esdevenir inesperadament emperador perquè els dos germans grans van emmalaltir i el tercer, anomenat Isaac no era de la confiança del pare. Això no va trencar la relació d'amistat amb Andrònic fins que Manuel va nomenar el seu nebot Joan, fill del seu difunt germà gran Andrònic, protovestiari i protosebast com a consolació per haver perdut un ull en un torneig. Segons el cronista Joan Cinnamos, es va prendre aquesta preferència per Joan com un insult i a partir de llavors l'amistat es va convertir en rivalitat. Potser en venjança, va fer de la seva neboda, Eudòxia Comnena, germana de Joan, la seva amant secreta.

## Empresonament i exili
Vers el 1143 va rebre el govern de Cilícia on va anar acompanyat d'Eudòxia Comnena i quan va ser derrotat a Mopsuestia va tornar a Constantinoble. Es va deslliurar per poc i gràcies a la intervenció de Manuel de la venjança dels germans d'Eudòxia per no haver-se casat amb ella. Al cap d'un temps va rebre el govern de Naïssus, Branitxeba i Castòria, als Balcans. Mentre Manuel i Andrònic eren junts a la campanya de l'emperador a Hongria el 1154, Andrònic va escriure en secret al rei Geza II d'Hongria oferint-li Naïssus a canvi del seu suport militar en l'enderrocament de Manuel. L'emperador fou alertat per altres però no va prendre mesures fins que una nit va provar d'assassinar-lo i el van capturar.
L'emperador en va ordenar l'empresonament en una masmorra del palau imperial i hi va romandre tancat dotze anys, durant aquest temps va aconseguir desmuntar unes pedres de la paret de la cel·la i es va amagar en una cavitat desconeguda pels seus vigilants. Com que pensaven que havia escapat van pensar que la seva dona, que el visitava de tant en tant, n'era la còmplice i la van tancar com a càstig. Andrònic va sortir del seu cau i van conviure durant un temps sense que els vigilants ho sabessin, fins que un dia la dona va distreure els vigilants i ell es va poder escapar. Va arribar fins a Tràcia, on va tornar a ser capturat i tornat a empresonar.
Tanmateix Andrònic no es va donar per vençut i sis anys després el 1164, fingint estar malalt, va aconseguir que enviessin un noi per tenir cura d'ell. Andrònic el va convèncer perquè es posés en contacte amb uns amics que finalment l'alliberarien proporcionant-li una barca. Va travessar la mar Negra i es va enfilar pel Danubi, però llavors es va topar amb una colla de valacs que el van capturar i van decidir portar-lo davant l'emperador a canvi d'una recompensa. Una nit, Andrònic es va esmunyir dels seus captors aprofitant una distracció. En la seva fugida va arribar fins a territori del gran duc Iaroslau I de Kíev, on va ser ben acollit a la seva cort.

## Perdó
El 1165 l'emperador Manuel estava en guerra amb Hongria i li va oferir el perdó a canvi que s'unís a la seva causa. Andrònic va acceptar i en nom d'aquest va concertar una aliança entre l'Imperi Romà d'Orient i la Rus de Kíev contra Hongria. Al front d'un exèrcit rus es va destacar al setge de Semlim. El 1168 Manuel i Andrònic van tornar junts i victoriosos a Constantinoble.
Manuel el va tornar a enviar a Cilícia i per un temps va estar a Antioquia on va seduir Filipa, filla de Ramon de Poitiers, príncep d'Antioquia, i cunyada de l'emperador (que estava casat amb la germana de Filipa, Maria). Quan l'emperador se'n va assabentar, Andrònic va fugir a Jerusalem, on va seduir Teodora Comnena, vídua de Balduí III de Jerusalem, coneguda per la seva bellesa.

## Segon exili
Això li va proporcionar un altre ensurt: Manuel, avergonyit per la conducta del seu cosí, va enviar una carta a tots els governants cristians de la zona demanant que el ceguessin i l'enviessin de retorn a Constantinoble. Sembla que una de les cartes va arribar a les mans de Teodora, que el va advertir. Andrònic va haver de fugir amb la seva amant a la cort de Nur al-Din, soldà de Damasc, després se'n va anar cap a la frontera amb Trebisonda, cercant la companyia del seu germà Joan, que s'havia convertit a l'islam.
Acompanyà Jordi III de Geòrgia el 1173 per defensar el seu vassall Akhsitan I i recuperar Derbent, que havia caigut en mans dels kiptxaks i va reforçar el domini georgià a la zona.
Amb el suport seljúcida va fer la guerra contra el seu cosí, i va atacar la província de Trebisonda, però el governador local el va poder rebutjar, si bé Teodora Comnena i els tres fills que havia tingut amb Andrònic foren capturats i enviats a Constantinoble. Andrònic va implorar el perdó de l'emperador, davant del qual es va presentar carregat de cadenes i es va prostrar als seus peus.
Manuel el va enviar com a virtual presoner a la ciutat d'Oenoe (moderna Unieh) a la costa de la mar Negra, a la regió de Trebisonda. Allà va romandre tranquil fins a la mort de Manuel el 1180. El nou emperador fou el seu fill Aleix II Comnè.

## Conspiració contra Aleix II
Aleix II era menor d'edat quan va morir el seu pare i la regència la feia la seva mare, Maria, que havia jurat al seu difunt marit no tornar-se a casar i, en conseqüència, duia els hàbits de monja i havia canviat el seu nom pel de Xena. La regent va incomplir els seus vots acceptant com a amant el protosebast Aleix Comnè, nebot de Manuel i oncle de la reina de Jerusalem. Maria-Xena es va guanyar l'odi dels mercaders romans d'Orient per afavorir els europeus. Andrònic va aprofitar aquesta situació per donar un cop d'estat amb el suport d'alguns nobles i militars.
L'any 1182 va aplegar un petit exèrcit i va marxar cap a Constantinoble. La regent va enviar tropes al seu encontre comandades per Andrònic Àngel, un altre cosí, i es van trobar a prop de Nicomèdia, on Andrònic va reeixir vencedor, ja que les tropes de la regent es van passar al seu bàndol. Andrònic va travessar el Bòsfor via el port de Dàmalis i va fer arrestar el protosebast, un temps després el va fer cegar i mentrestant va exigir l'entrada en un convent de la regent. Al maig els romans d'Orient, sabedors de la proximitat de les tropes d'Andrònic, van deixar anar la fúria acumulada i es van posar al capdavant de la revolta. Hi va haver una massacre de les famílies europees que comerciaven i vivien a Constantinoble, que els historiadors han anomenat la Massacre dels Llatins.
Els partidaris de la regent van fugir cap a Síria i els que no van poder fugir van cercar refugi en llocs sants. Malgrat tot, la multitud no va respectar ni tan sols els que eren a l'Hospital dels Cavallers de Sant Joan, que van ser morts als llits; al legat papal li van tallar el cap i el van lligar a la cua d'un gos. En uns dies s'havien trencat tots els esforços de Manuel per acostar l'Imperi Romà d'Orient amb Europa.
Al setembre Andrònic va fer coronar Aleix II a l'església de Santa Sofia. Tot seguit va fer empresonar i enverinar Maria, la filla de Manuel i el seu marit Rainier de Montferrat, i, uns dies després, va obligar l'emperador a signar un decret d'execució de la seva mare sota acusació de conspirar amb el rei d'Hongria. La major part dels funcionaris van ser substituïts per altres fidels a Aleix II i Andrònic. El patriarca Teodosi va dimitir. L'any següent, quan Andrònic va saber que els fills d'Andrònic Àngel havien encetat una revolució a Nicea, es va fer coronar coemperador. Unes setmanes després Aleix va aparèixer estrangulat al seu llit i Andrònic va manar que llancessin el seu cos a la mar.

## Emperador romà d'Orient
La vídua d'Aleix II, Agnès (filla del rei Lluís VII de França), una nena d'11 anys, fou obligada a casar-se amb Andrònic, que llavors ja era un home gran probablement de més de 60 anys.
Andrònic fou odiat per bona part de la noblesa; molts nobles foren condemnats a mort, però era molt popular entre el poble. La seva administració fou bona i va arreglar alguns abusos en matèries civil i eclesiàstica: va nomenar governadors honestos per tal d'evitar delictes d'extorsió i va estretir el control sobre els terratinents. Per tal de reduir els seus enemics va iniciar negociacions amb els mercaders venecians, prometent que se'ls retornarien els béns expropiats durant la «massacre dels llatins».
La primavera del 1184 es va enfrontar a Isaac i Teodor, els fills d'Andrònic Àngel. Isaac es va rendir a canvi d'immunitat, mentre que Teodor fou derrotat i cegat. L'hivern l'exèrcit romà d'Orient va fer retirar les tropes de Béla III d'Hongria que havia aprofitat la feblesa de la regència per entrar en territori romà d'Orient. L'imperi fou atacat per Guillem II de Sicília, cridat pels nobles descontents, que va destruir Tessalònica, però Andrònic el va obligar a retirar-se cap a l'illa. El 1184 estava plenament consolidat al poder.

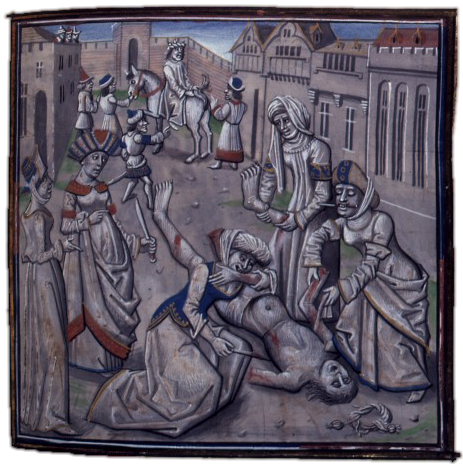
La mort d'Andrònic a mans de la multitud, representada en una il·lustració de la Història de Guillem de Tir.

Estant absent Andrònic l'estiu del 1185, passant uns dies de descans a Àsia, va deixar encarregat del govern Esteve Hagiocristoforita, que va ordenar l'execució d'Isaac Àngel, suposadament perquè el seu nom començava per «I» i el rumor popular deia que Andrònic seria enderrocat per un personatge el nom del qual començava per aquesta lletra. Isaac va rebre una confidència i es va poder escapar just a temps i va refugiar-se a l'església de Santa Sofia. Isaac va fer una crida als enemics d'Andrònic i va començar a anar gent a la rodalia de l'església, fins que l'afer va degenerar en revolta. Els militars enviats per Hagiocristoforita van ser morts pel poble i Isaac fou proclamat emperador. Andrònic va tornar a la capital, però ja no va poder aturar el moviment i fou linxat per la gent, sembla que amb el consentiment (si no per ordre) d'Isaac.